# Walter Nehb
Walter Nehb (* 3. Dezember 1908 in Rastatt; † 6. März 1966 in Frankfurt am Main) war ein deutscher Sprinter, der sich auf den 400-Meter-Lauf spezialisiert hatte.
Bei den Olympischen Spielen 1932 wurde er Vierter in der 4-mal-400-Meter-Staffel und schied über 400 Meter im Vorlauf aus.
Bei den Deutschen Meisterschaften 1932 wurde er Dritter. Seine persönliche Bestleistung von 49,0 s stellte er 1931 auf.

## Schriften
- Der 400-m-Hürdenlauf (= Leichtathletik-Fibel. Band 7). Bartels & Wernitz, Berlin 1950, OCLC 69240178